# Baucsek Norbert
Baucsek Norbert (Budapest, 1975. május 30. –) sportoló.

## Eredményei
Baucsek Norbert 1996 óta aktívan versenyzett az aerobik sportágban, páros kategóriában. Háromszoros magyar bajnoki, világbajnoki és világkupa-győztes elismeréseket is magáénak tudhat. 1998-1999 között érte el a legnagyobb sikereket, ekkor lett partnerével, Mészáros Rékával együtt világkupagyőztes Tokióban.
Elért sporteredményeiért a Magyar Tornaszövetség 125. éves fennállása alkalmából millenniumi plakettben részesült, a szakága díjazottjaként (2010).
- 1996-1999. Háromszoros magyar bajnok
- 1997. Európa Kupa - III. hely
- 1998. Aerobik - IAF - Suzuki World Cup, Tokió, világkupa I. hely
- 1998. Aerobik Gymnastic World Championships, Catania, világbajnokság IV. hely
- 1998. Mesterek Tornája, Németország, I. hely
- 1999. Aerobik - IAF - Suzuki World Cup, Tokió, világkupa II. hely
- 1999. Sizuoka, Japán - a világ legeredményesebb TOP 3 nemzetének kupája, I. hely